# Vincenzo Gualtieri
Vincenzo Gualtieri est un boxeur allemand né à Wuppertal le 4 janvier 1993.

## Carrière
Champion d'Allemagne des poids moyens en 2020, il remporte le titre mondial IBF de cette catégorie laissé vacant par Gennady Golovkin en dominant aux points par décision unanime le Brésilien Esquiva Falcao le 1er juillet 2023. Gualtieri est en revanche battu dès le combat suivant le 14 octobre 2023 par Zhanibek Alimkhanuly, champion WBO de la catégorie, par arrêt de l'arbitre au 6e round.